# Bobulczyn
Bobulczyn (pol. hist.  Bobulczyno) – wieś sołecka w Polsce położona w województwie wielkopolskim, w powiecie szamotulskim, w gminie Ostroróg, w odległości około 6 kilometrów na północny – zachód od Ostroroga. Bobulczyn jest jedyną wsią wchodzącą w skład tego sołectwa. Wieś zlokalizowana jest przy drodze wojewódzkiej nr 184 drodze powiatowej do Oporowa i gminnej do Marianowa. Powierzchnia sołectwa wynosi około 384 ha, z czego tereny zabudowane stanowią około 8 ha.

## Historia
Wieś pierwotnie było związana z Wielkopolską. Istnieje od drugiej połowy XIV wieku i ma metrykę średniowieczną. Po raz pierwszy odnotowana została w języku staropolskim w łacińskim dokumencie z 1398 jako „Bobolczino”, 1424 „Bobolcyno”, 1564 „Bobulczino”.
Miejscowość była początkowo własnością szlachecką należącą do lokalnej wielkopolskiej szlachty z rodu Bobolczyńskich lub Boboleckich, którzy od nazwy wsi przyjęli odmiejscowe nazwisko. W 1435 leżała w powiecie poznańskim województwa poznańskiego w Koronie Królestwa Polskiego. W 1510 należała do parafii Ostroróg .
Pierwszy zapis związany ze wsią pochodzi z zapisów sądowych. W 1398 Sędziwój z Bobulczyna toczył spór sądowy z Jakuszem Prusieckim o 10 grzywien. W 1399 toczył kolejny z Wyszkiem z Szyszłowa w powiecie gnieźnieńskim o 3 dziedziny. W 1405 Jan procurator biskupa poznańskiego był w sporze z Tamilą wdową po Wojtku z Bobulczyna o zużycie i roztrwonienie dóbr w Poznaniu, jakie mu przypadły po zgonie Pawliny wójtowej poznańskiej. W 1407 Dzierżka z Bobulczyna i Męka z Biezdrowa toczyła spór z dziećmi zmarłego Święszka z Dobrojewa o połowę Dobrojewa. W 1409 Wincenty Wielżyński pozwał Dzierżkę z Bobulczyna o zabrane zboże i zadane rany. W 1412 Stanisław, Mikołaj i Świętosław z Dobrojewa byli w sporze z Dzierżką z Bobulczyna i Męką z Biezdrowa dowodząc, że Adlart i jego syn Święszek dzierżyli spokojnie połowę Dobrojewa przez 30 lat, zanim one ich pozwały. W 1412 woźny sądu ziemskiego zeznał, że Stanisław, Mikołaj synowie Święszka oraz ich siostra Anna dziedzice Dobrojewa przeprowadzili dowód ze świadków w procesie z Dzierżką i Męką z Bobulczyna o połowę Dobrojewa.
W latach 1419-1443 właścicielem we wsi był Sędziwój z Bobulczyna, Bobolczyński zwany też Boboleckim. W 1424 toczył on spór z kmieciem Adamem z Samołęża dowodząc, że Adam jest jego człowiekiem. W 1434 toczył kolejny z trzema kmieciami z Wierzchocina. W 1435 zapisal swojej żonie Elżbiecie po 50 grzywien posagu oraz wiana na połowie Bobulczyna. W 1443 toczył spór sądowy z Wyszakiem niegdyś z Mieściska koło Buku dowodząc, że Jadwiga ani jej ojciec Iwan nie wnieśli mu 25 grzywien do Bobulczyna.
W 1423 dla prebendy kanonicznej „Oporowo” w katedry poznańskiej wieś płaciła dziesięcinę snopową oraz z lnu z 14 łanów. W 1433 Maciej z Chłapowa kanonik poznański w nadziei na zakończenie sporu ugodą, zgodził się na czasowe uwolnienie Sędziwoja z Bobulczyna od kar kościelnych, w jakie popadł on z powodu zaboru słomy w Bobulczynie. W 1510 dla prebendy „Oporowo” z ról kmiecych w Bobulczynie płacono dziesięcinę snopową oraz z lnu, dla mansjonarzy w Ostrorogu dziesięcinę płacono z folwarku, zaś meszne było podzielone: owies dawano dla prepozytury, a żyto dla mansjonarzy.
W 1450 Andrzej Bobolecki zeznał, że jego brat Tomasz ze Śremu zaspokoił go z ojcowizny i macierzyzny oraz zapisał żonie Annie po 70 grzywien posagu i wiana na połowie swych dóbr. W 1464 Jan Bobolecki na całej części w Bobulczynie zapisał po 50 grzywien posagu i wiana swojej żonie Barbarze, która sprzedała część po ojcu w Golimowie Maciejowi z Nieczajny za 100 grzywien. W 1487 Stanisław i Mikołaj bracia niedzielni z Bobulczyna sprzedali Wincentemu Sławieńskiemu folwark w Bobulczynie za 30 grzywien z zastrzeżeniem prawa wykupu. W 1487 Jakub dziedzic w Bobulczynie otrzymał pokwitowanie za jedną grzywnę czynszu rocznego i 12 grzywien szer. półgroszy sumy głównej na rzecz altarii bractwa kapłanów w kolegiacie szamotulskiej, którym to czynszem zmarły dziedzic Krzywosąd obciążył Bobulczyn. W 1493 Stanisław Bobolecki zapisał żonie Katarzynie, córce zmarłego Jana Przystanowskiego noszącego odmiejscowe nazwisko od miejscowości Przystanek, po 60 grzywien posagu i wiana na częściach w Bobulczynie, należnych mu z działów braterskich. W 1495 Szymon z Pożarowa zapisał żonie posag i wiano m.in. na sumie zastawnej na Bobulczynie. W 1495 Jakub, Stanisław i Andrzej bracia niedzielni z Bobulczyna i Katarzyna żona Stanisława Boboleckiego, jako pani wienna, zapisali na Bobulczynie dwie grzywny czynszu rocznego mansjonarzom kościoła parafialnego w Ostrorogu. W latach 1497-1520 właścicielem wsi był asesor sądu województwa kaliskiego Mikołaj Bobolecki.
W 1507 nastąpiła zamiana pomiędzy braćmi połowy Bobulczyna na inną połowę wsi w wyniku, której Stanisław i Jakub bracia z Bobulczyna otrzymali połowę wsi. W dokumencie opisano miejscowość. Kmiecie Maciej Kajek siedział na jednym łanie, Kuczyna na połowie łana, Orzech na jednym łanie. Odnotowano zagrodę Andrzeja, zagrodę Golęciny, stary dom, 1/2 zwierząt, starą stodołę, rolę w stronę Wronek idąc do bagna zwanego „Okrąglec” przez łąki zwane „Siedliska”. W zamian za to ich bracia Mikołaj i Andrzej otrzymali inną połowę Bobulczyna. Odnotowano kmieci Durka na jednym łanie, Krzemienka na jednym łanie, Wydrę na jednym łanie, Wacha na połowie łana, ogród Jakuba, dwie zagrody opuszczone, rolę w stronę Wronek idąc do bagna Okrąglec przez łąki Siedliska po lewej stronie.
Na przełomie XV i XVI wieku właścicielem we wsi był rotmistrz królewski Jakub Bobolecki, który jako kopijnik służył w rocie Rośniewskiego. W 1516 nabył od Tomasza Wielżyńskiego dworzanina królewskiego połowę wsi Golcz obecnie to Gulcz, zastawionej Małgorzacie Ocieskiej. W 1507 król polski Zygmunt I Stary zaaprobował zezwolenie króla Aleksandra Jagiellończyka, za zasługi oddane na Litwie przez Jakuba Boboleckiego, na sprzedaż przezeń soli razem z kasztelanem międzyrzeckim Stanisławem z Potulic. W 1511 Jakub Bobolecki dworzanin królewski z Korony Królestwa Polskiego wziął w dzierżawę karczmy w Orszy za 347 kóp lit.
Miejscowość odnotowały również historyczne rejestry podatkowe. W 1423 we wsi było 14 łanów. W 1508 miał miejsce pobór z 4 łanów. W 1509 pobrano podatki z 3,5 łana. W 1510 odnotowano folwark, 3 i 1/21 łana osiadłego, 11 łanów opuszczonych. W 1563 miał miejsce pobór z 5 łanów oraz od karczmy. W latach 1564-1565 w Bobulczynie było 5 kmieci. W 1577 płatnikiem poboru była Agnieszka Bobolecka. W 1580 płatnikiem poboru był Kasper Bobolecki, który zapłacił od 5 łanów, 5 zagrodników, jednego komornika .

W XVI wieku w Bobulczynie była szkoła parafialna. Wskutek II rozbioru Polski w 1793, miejscowość przeszła pod władanie Prus i jak cała Wielkopolska znalazła się w zaborze pruskim.
Od XIX wieku do 1939 roku wieś należała do Kwileckich, jako część klucza oporowskiego. W 1880 roku w Bobulczynie było 7 domów, a liczba mieszkańców wsi wynosiła 113. W 1953 roku w Bobulczynie utworzono Rolniczy Kombinat Spółdzielczy im. T. Kościuszki, a w 1966 roku Ochotniczą Straż Pożarną. W latach 1975–1998 miejscowość administracyjnie należała do województwa poznańskiego.
Do obiektów historycznych w Bobulczynie należą zabudowania folwarczne na terenie obecnej Rolniczej Spółdzielni Produkcyjnej – parterowa chlewnia z początku XX wieku oraz piętrowy spichlerz z końca XIX wieku.

## Czasy Współczesne
We wsi znajduje się sklep, świetlica, figura Matki Bożej, przystanki komunikacji autobusowej oraz boisko piłkarskie i amfiteatr. W Bobulczynie nie ma szkoły, ani przedszkola. W miejscowości działają Ochotnicza Straż Pożarna, Młodzieżowa drużyna pożarnicza oraz Stowarzyszenie Aktywne Kobiety z Bobulczyna. W rejestrze przedsiębiorców KRS wpisany jest jeden podmiot – Rolniczy Kombinat Spółdzielczy (ok. 300 ha gruntów rolnych; zatrudnia ok. 30 pracowników), a w rejestrze CEDIG – 9 podmiotów.

## Demografia
Według stanu na koniec 2015 roku liczba mieszkańców wsi wynosiła 267 osób (dla porównania w 1990 roku ok. 240 osób). Na wskazane 267 osób: 66 jest w wieku do 18 lat (31 kobiet i 35 mężczyzn), 155 w wieku 19–60 lat (78 mężczyzn i 77 kobiet) oraz 46 osób powyżej 60 lat (26 mężczyzn i 20 kobiet).